# Estosadok
Estosadok (en ruso: Э́стосадо́к, en idioma estonio: Eesti Aiake, "pequeño jardín estonio") o Esto-Sadok (Э́сто-Садо́к) es un seló del distrito de Ádler de la unidad municipal de la ciudad-balneario de Sochi, en el krai de Krasnodar de Rusia, en el sur del país (Cáucaso oeste). Está situado a orillas del río Mzymta, 4 km río arriba de Krásnaya Poliana. Sochi se encuentra 43 km al sudoeste y Krasnodar 182 km al noroeste. Tenía 704 habitantes en 2002. 
Pertenece al municipio Krasnopolianski.

## Historia
En el lugar donde está situado Estosadok vivían hasta 1864 ubijos y sadz que fueron expulsados por el Imperio ruso juntamente con otros grupos étnicos hacia el Imperio otomano. 
En 1886 se asentaron aquí treinta y seis familias estonias que se dedicaron a la agricultura. De 1912 a 1913, el escritor estonio Anton Hansen Tammsaare vivió en la localidad. Actualmente la comunidad estonia es pequeña y esta fuertemente rusificada.

## Cultura y lugares de interés
Hoy día hay una casa-museo dedicado al escritor estonio y su estancia en Estosadok. En el selo se hallan los restos de un fuerte cherqueso. Asimismo destaca el puente de la localidad.

## Economía
La economía de Estosadok, así como la de la vecina Krásnaya Poliana, reside en los servicios a los esquiadores y turistas de la montaña. En la localidad se encuentran varias instalaciones dedicadas a ello:
- Estación de esquí de montaña Álpika-Servis (Альпика-Сервис).
- El centro turístico de montaña ОАО Gazprom (Газпром).
- La estación de esquí Górnaya karusel (Горная карусель).

## Transporte
Está planeado que para que los Juegos Olímpicos de Sochi 2014, un tren del Metro de Sochi, conecte esta área con el aeropuerto internacional de Sochi, la Villa Olímpica de Sochi y el centro de Sochi.

## Galería

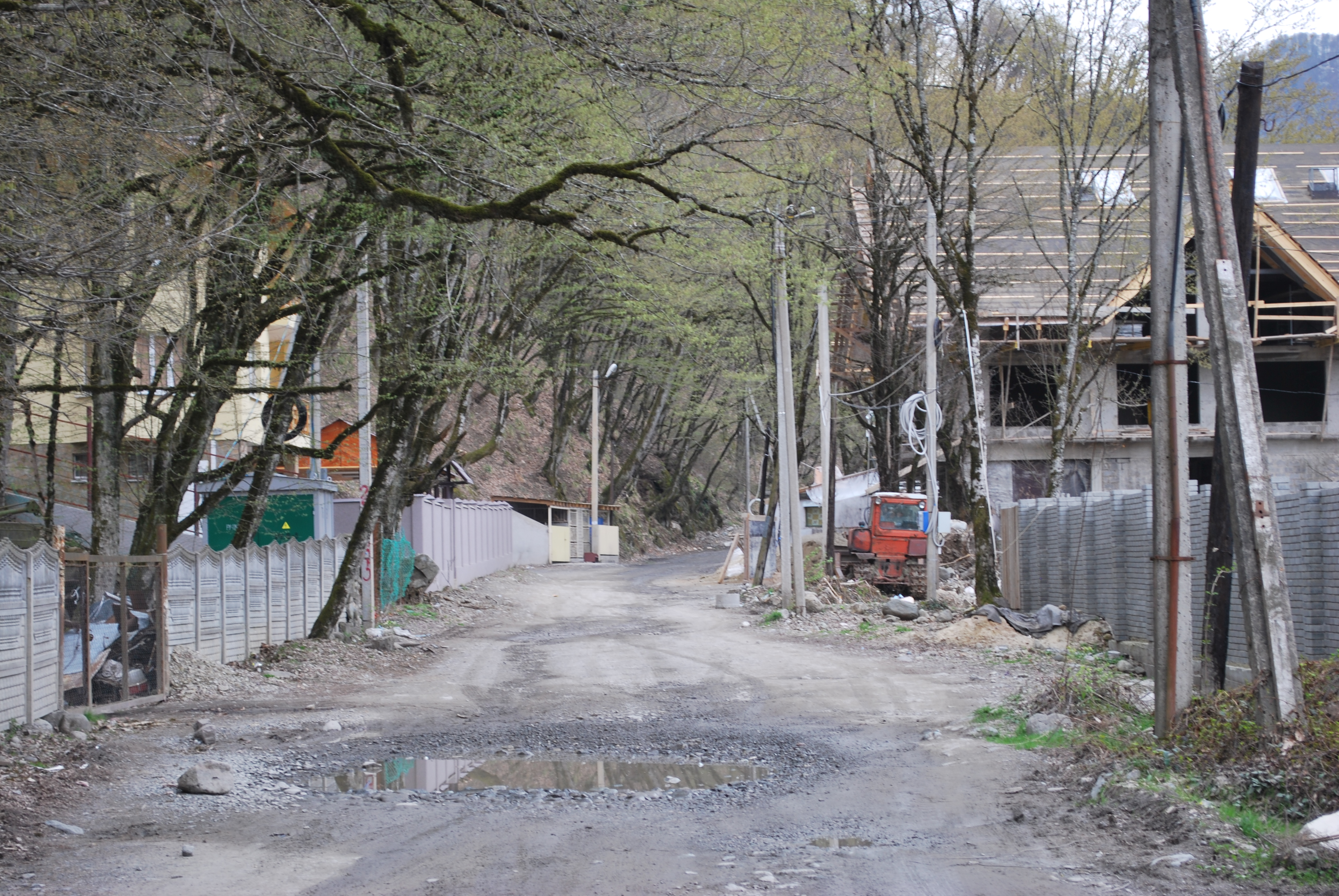
Calle Podgornaya.
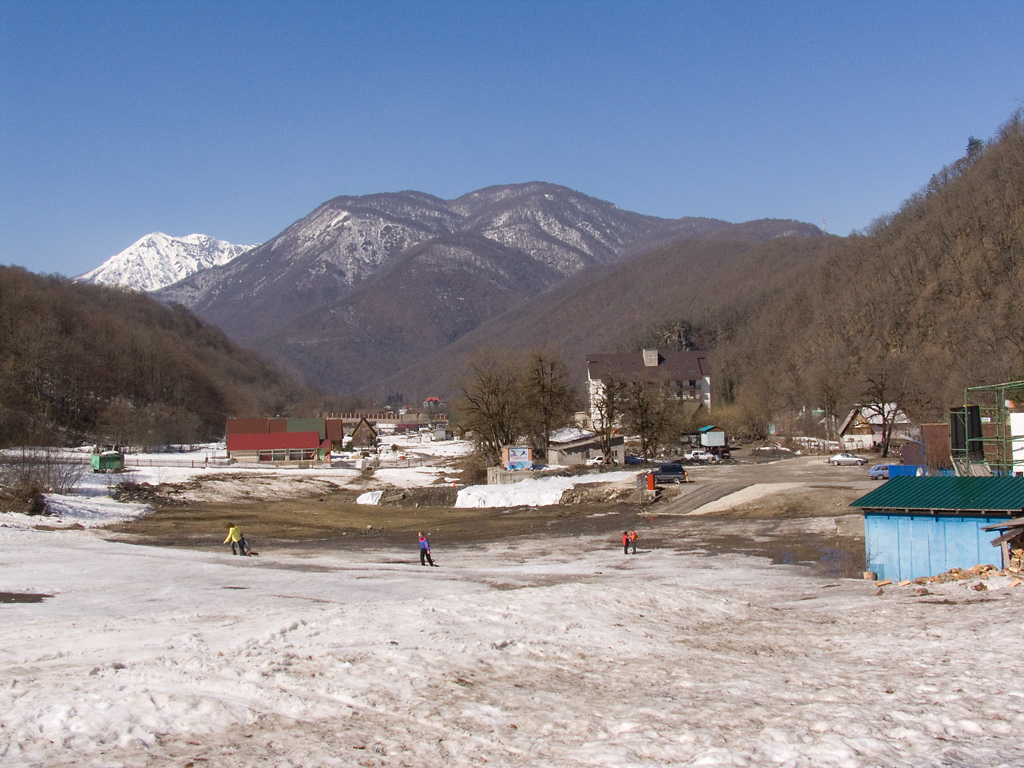
Vista de Estosadok.
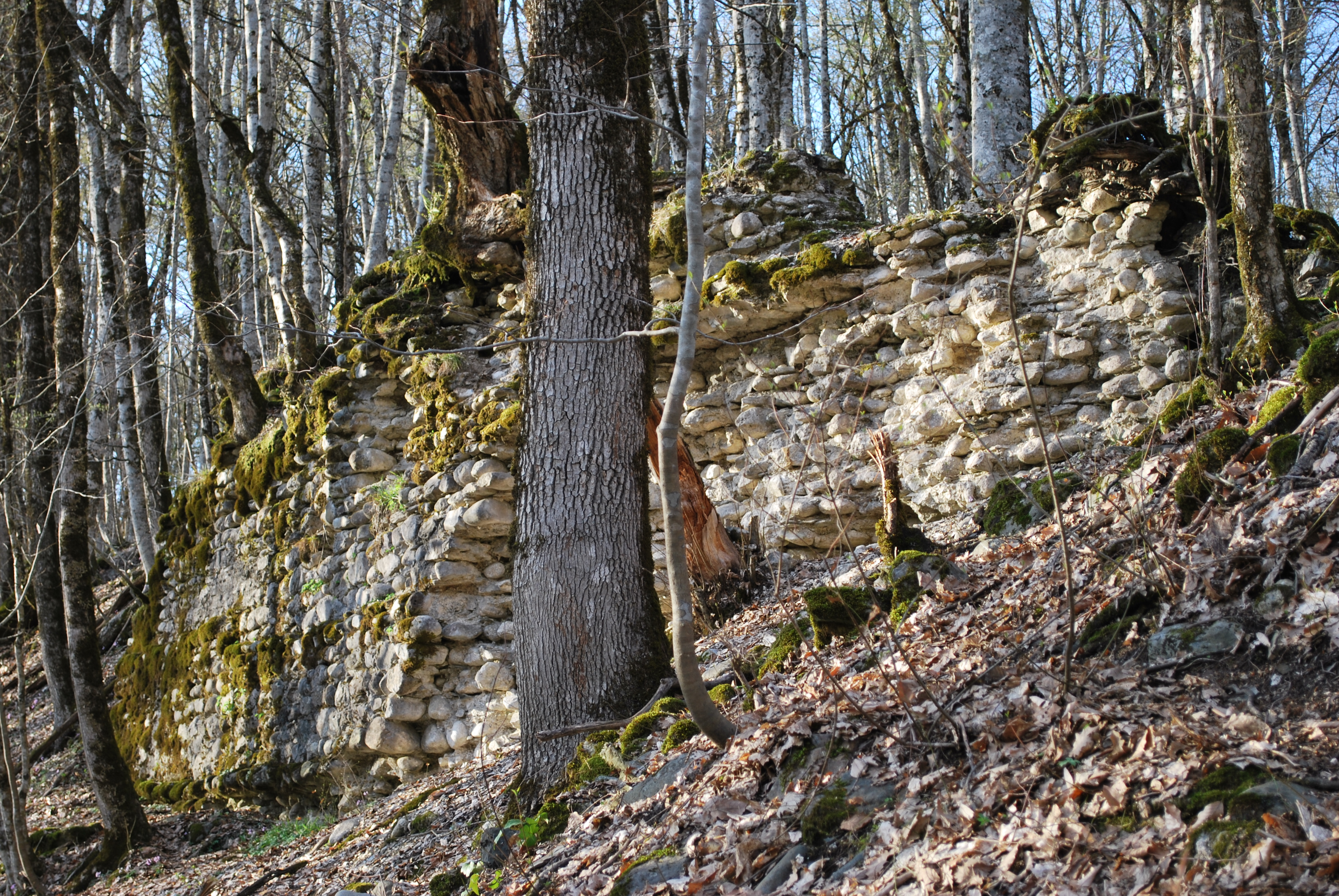
Restos de la fortaleza cherquesa, llamada fortaleza de Achipsé.
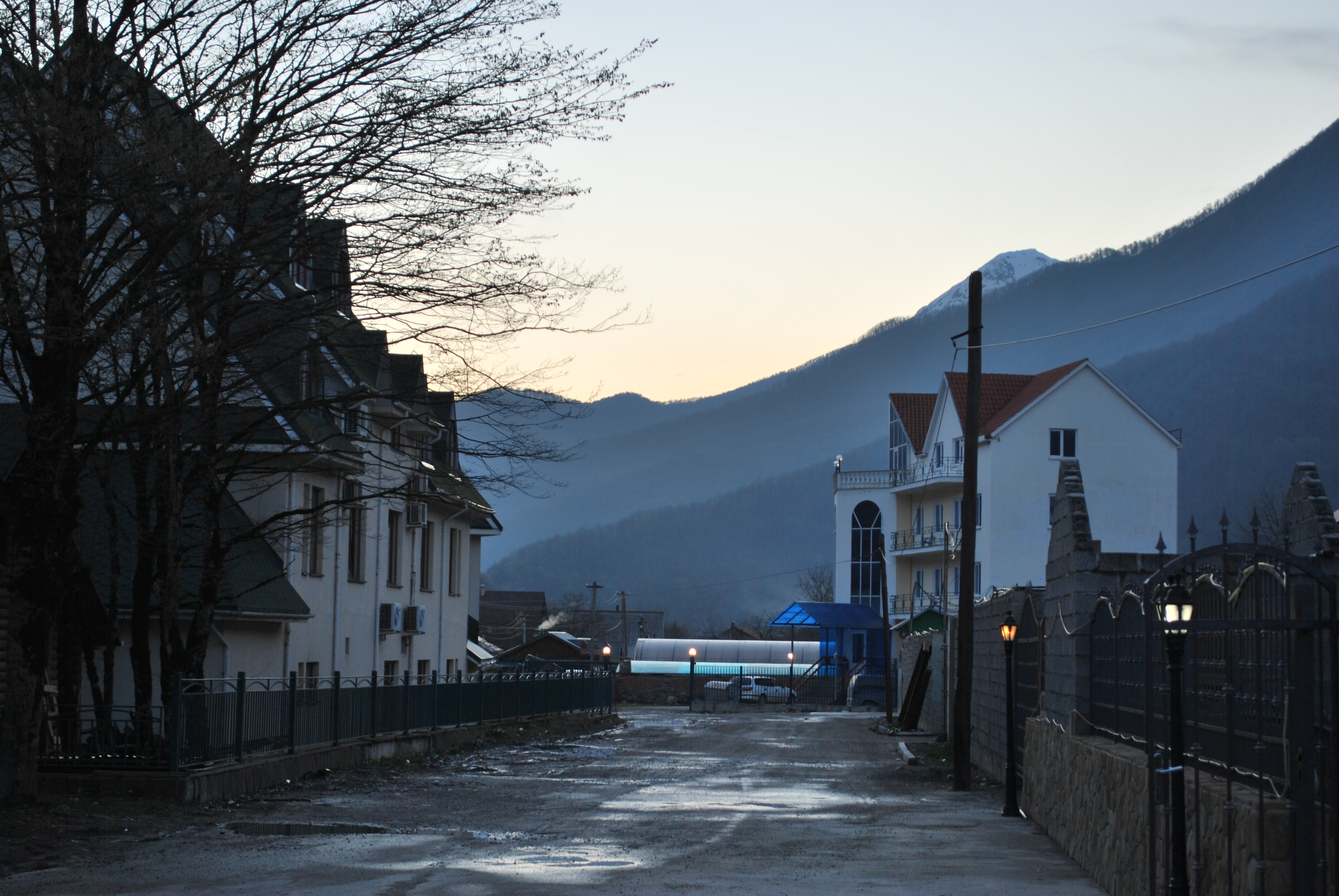
Atardecer en Estosadok.